# Flyvekatastrofen i Kastrup
|  | Denne artikel er oprettet af botten Steenthbot ud fra en ekstern database. Den kan derfor have sproglige fejl eller mangler. Denne skabelon kan fjernes efter kontrol af indholdet. |

Flyvekatastrofen i Kastrup er en dansk dokumentarisk optagelse fra 1947.

## Handling
Avisoverskrifter bekendtgør ulykken den 26. januar 1947, hvor 22 mennesker omkommer, efter at et KLM-fly styrter ned lige efter en mellemlanding i Københavns Lufthavn i Kastrup. Flagene i København er på halv, byen sørger. Blandt de omkomne er den 40-årige svenske tronarving prins Gustav Adolf, den amerikanske sangerinde Grace Moore og den danske sangerinde Gerda Neumann. Vragresterne ses på landingsbanen i Københavns Lufthavn. Bisættelse og afskibning af prins Gustav Adolfs kiste.

## Medvirkende
- Kong Frederik IX
- Dronning Ingrid
- Arveprins Knud
- Dronning Alexandrine